# HMS Erin
Le HMS Erin est un cuirassé Dreadnought construit au Royaume-Uni au début des années 1910. À l'origine construit pour la marine ottomane, il est saisi par la Royal Navy lorsque la Première Guerre mondiale éclate. Il participe notamment à la bataille du Jutland, et est retiré du service peu après la fin de la guerre.

## Conception
Le HMS Erin est conçu par l'ingénieur Thurston de chez Vickers. Celui-ci se base sur la classe King George V, rajoutant quelques améliorations apportées par la classe Iron Duke. La coque est plus courte et plus large, permettant un rayon de virage plus court. La tourelle de 13,5 pouces Q située au milieu du navire est relevée d'un pont, permettant un meilleur tir lorsque le navire fait route. Les batteries principales du cuirassé sont ainsi mieux disposées que celles de ses congénères de l'époque. 
Bien que sur le papier le Erin soit meilleur que les Iron Duke malgré ses 2 000 tonnes en moins, il présente les compromis habituels des conceptions des chantiers privés. Ainsi, son blindage est plus mince de 3 pouces (76 mm) que celui des King George V; sa capacité d'emport de charbon, de 1 130 tonnes moindre, réduit considérablement son rayon d'action. Néanmoins, celui-ci reste adéquat aux opérations menées en mer du Nord, et cette différence ne réduit en rien l'efficacité du navire. Son apparence est, quant à elle, inhabituelle. En effet, le cuirassé possède une paire de petites cheminées, très rapprochées, ainsi qu'un mât tripode unique. Il dispose aussi d'une proue en forme de soc de charrue, s'éloignant ainsi de la conception traditionnelle de l'éperon, et améliorant sa tenue en mer.
En 1917, les modifications standard concernant le contrôle de tir et les projecteurs sont effectuées sur le navire, et en 1918 lui sont adjoints deux hydravions, installés sur les tourelles B et Q.

## Histoire
En 1911, la marine ottomane commande deux cuirassés au Royaume-Uni, les Reşadiye et Reşad-i-Hammiss, pour un coût total de 6 millions de livres sterling. La somme est énorme pour l'époque et est alors une grande cause nationale ; taxes, impôts, contributions des habitants et emprunts financent l'achat des deux navires. Le Reşad-i-Hammiss est annulé l'année suivante et remplacé par le Sultan Osman Ier (ex-Rio de Janeiro), à l'origine un cuirassé commandé par le Brésil qui a fait défaut lors du paiement. La construction du Reşadiye débute le 1er juillet 1911. Il est lancé le 3 mars 1913, et après avoir été saisi de force par l'amirauté britannique, il entre en service dans la Royal Navy en août 1914 sous le nom de HMS Erin. Le mois suivant, il rejoint la 2e escadre de la Grand Fleet, avant de participer à la bataille du Jutland deux ans plus tard sans perdre un seul homme. En 1919, il devient le navire amiral de la Nore Reserve Fleet avant d'être vendu pour démolition en décembre 1922 afin de respecter les termes du traité naval de Washington.